# LZ 42
Der Zeppelin LZ 42 war das 42. Luftschiff des Grafen Zeppelin und das zwanzigste Luftschiff des deutschen Heeres.

## Geschichte
Die erste Fahrt von LZ 42 fand am 15. Juni 1915 statt. Das Heer übernahm das Luftschiff unter der militärischen Kennung LZ 72. 
LZ 42 war das erste Luftschiff des Heeres mit dem neuen taktischen Bezeichnungssystem der Landstreitkräfte für Zeppeline. Jeder neue Heeres-Zeppelin bekam nun zu der Baunummer des Zeppelin-Werkes „30“ zugerechnet, das heißt bei LZ 42, dass das Schiff die Heereskennung LZ 72 erhielt. 
Die beim Bau von LZ 42 verwendete Aluminiumlegierung war von sehr schlechter Qualität. Es kam zu Trägerbrüchen im Gerippe des Schiffes. Deshalb wurde der Zeppelin nur im Schulbetrieb verwendet.

## Verbleib
LZ 42 wurde im Februar 1917 außer Dienst gestellt und am 16. Februar 1917 abgerüstet.

## Technische Daten
- Traggasvolumen: 31.900 m³ Wasserstoff
- Länge: 163,50 m
- Durchmesser: 18,70 m
- Nutzlast: 15 t
- Antrieb: vier sechszylindrige Maybach-Motoren von je 210 PS (154 kW)
- Geschwindigkeit: 26,7 m/s